# Itzelberg
Itzelberg è una frazione del comune tedesco di Königsbronn.

## Luogo e collegamenti
Itzelberg si trova nella parte superiore della valle del Brenz, sul lago omonimo. Questo è un lago artificiale, alimentato dal fiume Brenz, che sorge qualche chilometro sopra Königsbronn.
Il collegamento con la rete stradale avviene direttamente tramite la Bundesstraße 19 (B 19). Inoltre al centro dell'abitato si trova una stazione ferroviaria in servizio biorario.

## Storia
Il nome della località risale al Medioevo. Verso il 1300 il borgo era noto con il nome di Utzelenberg; nel 1302 compare in un documento anche la scrittura Vitzelenberg.
Il combattente della Resistenza antinazista, Georg Elser nell'aprile 1939, nella cava di pietra a est di Itzelberg, sottrasse l'esplosivo per il suo fallito attentato ad Adolf Hitler dell'8 novembre 1939. In occasione del 100º anniversario della sua nascita, fu eretta una tomba simbolica nel cimitero di Itzelberg, presso la cappella di San Biagio; in effetti le ceneri di Elser vennero sotterrate nell'aprile 1945 da qualche parte vicino al crematorio del Campo di concentramento di Dachau.
Il 1º gennaio 1971 Itzelberg fu incorporata in Königsbronn.

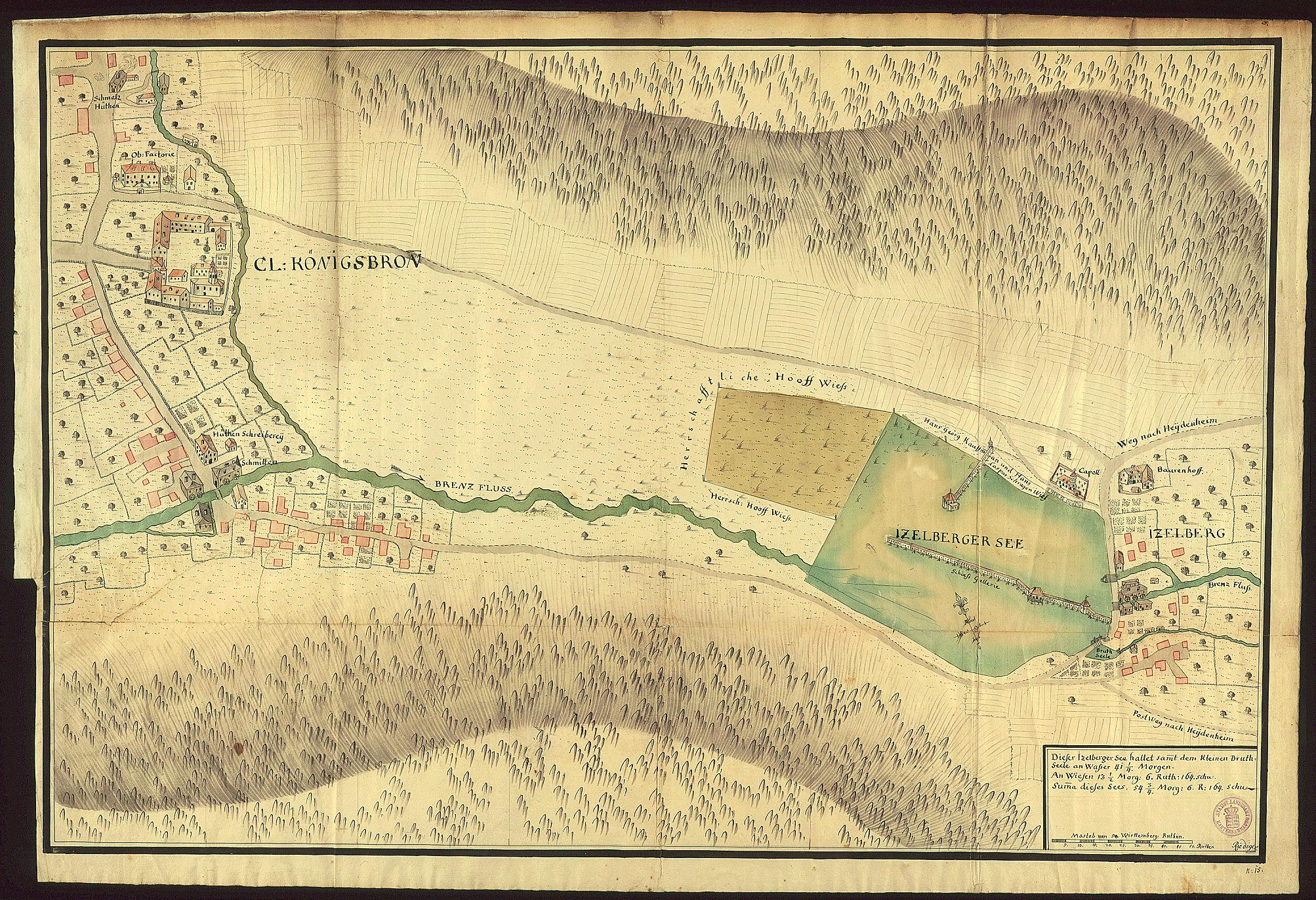
Itzelberg sull'atlante di J. A. Riediger 1737/38
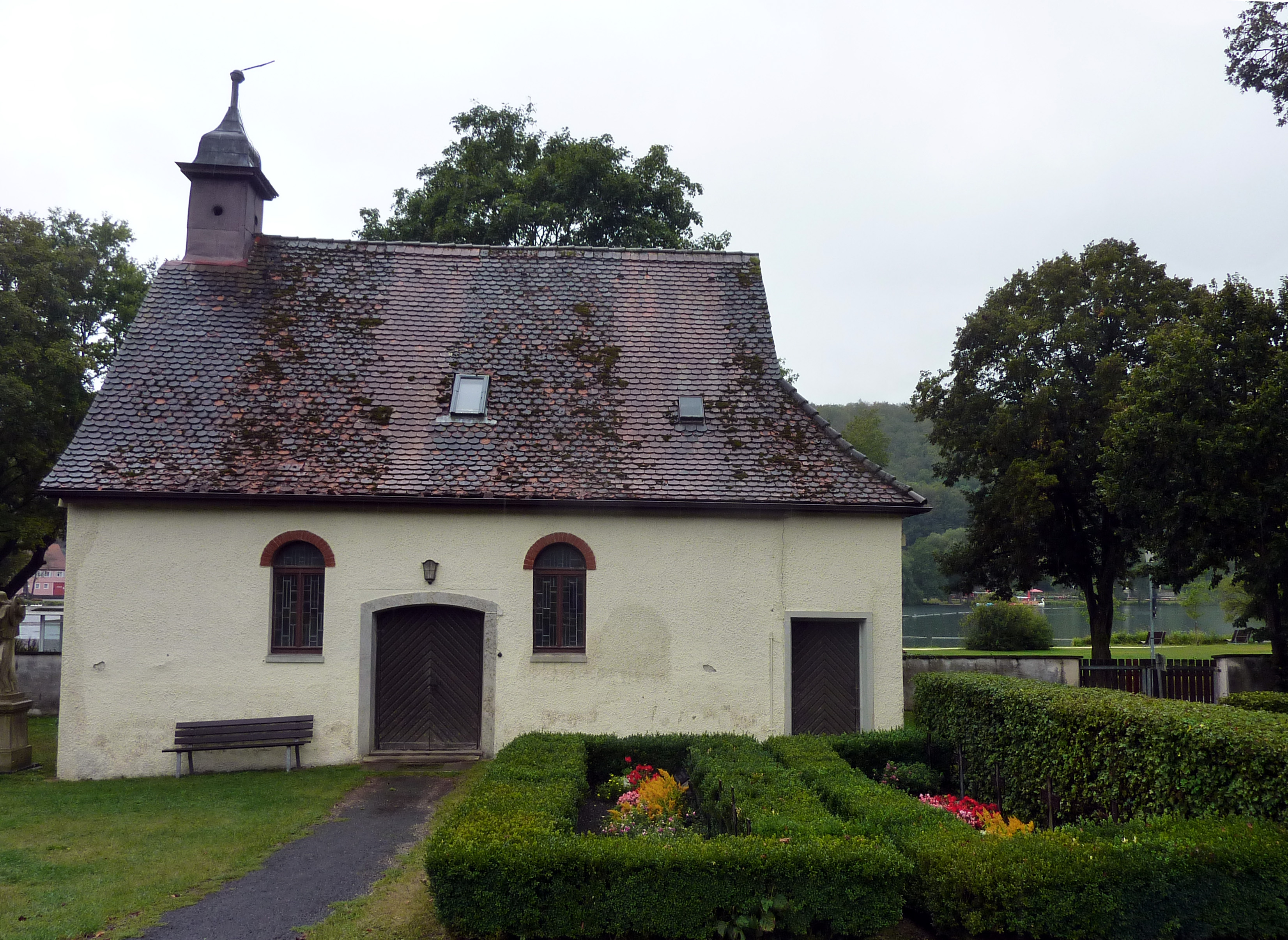
Cappella di San Biagio
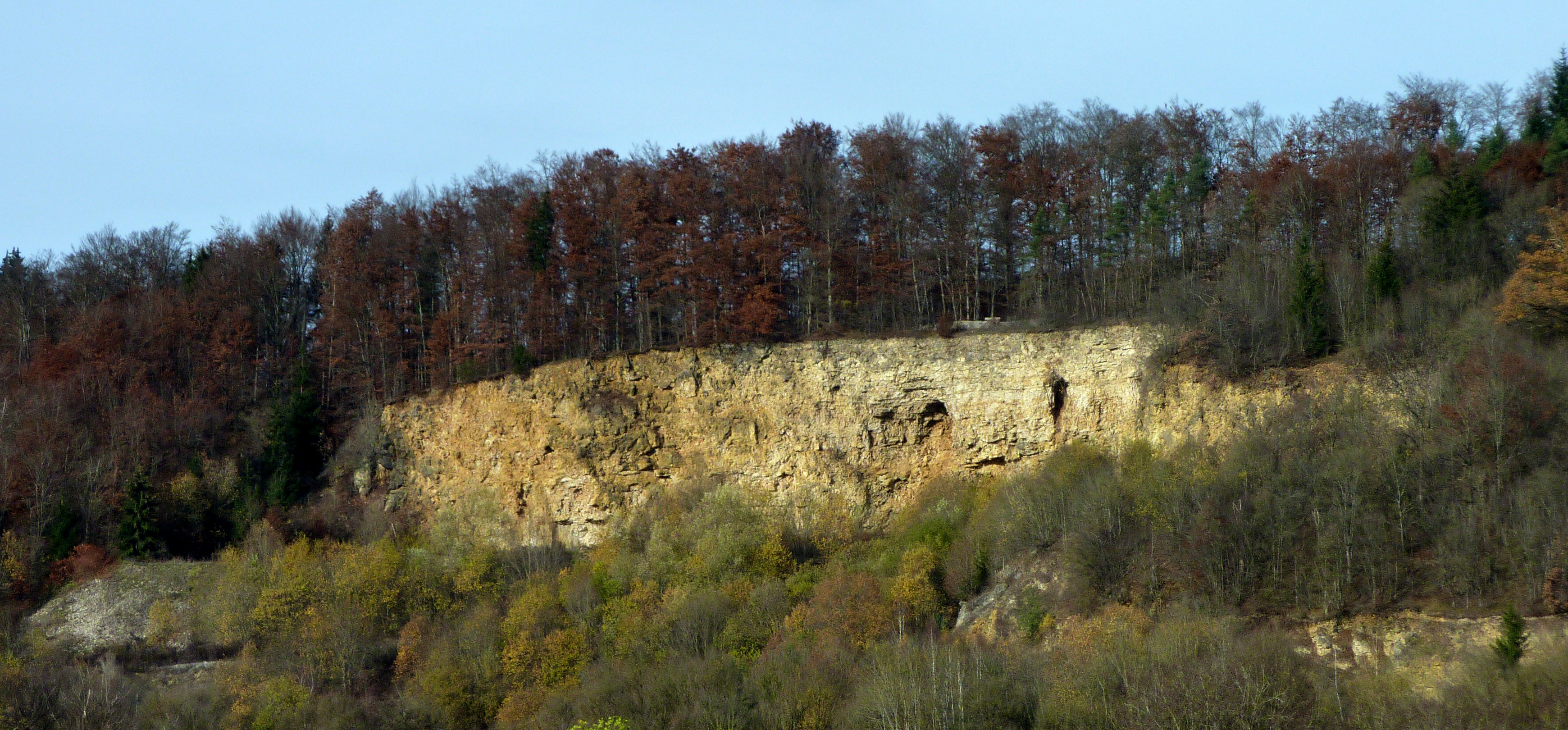
Cava di pietra presso Itzelberg
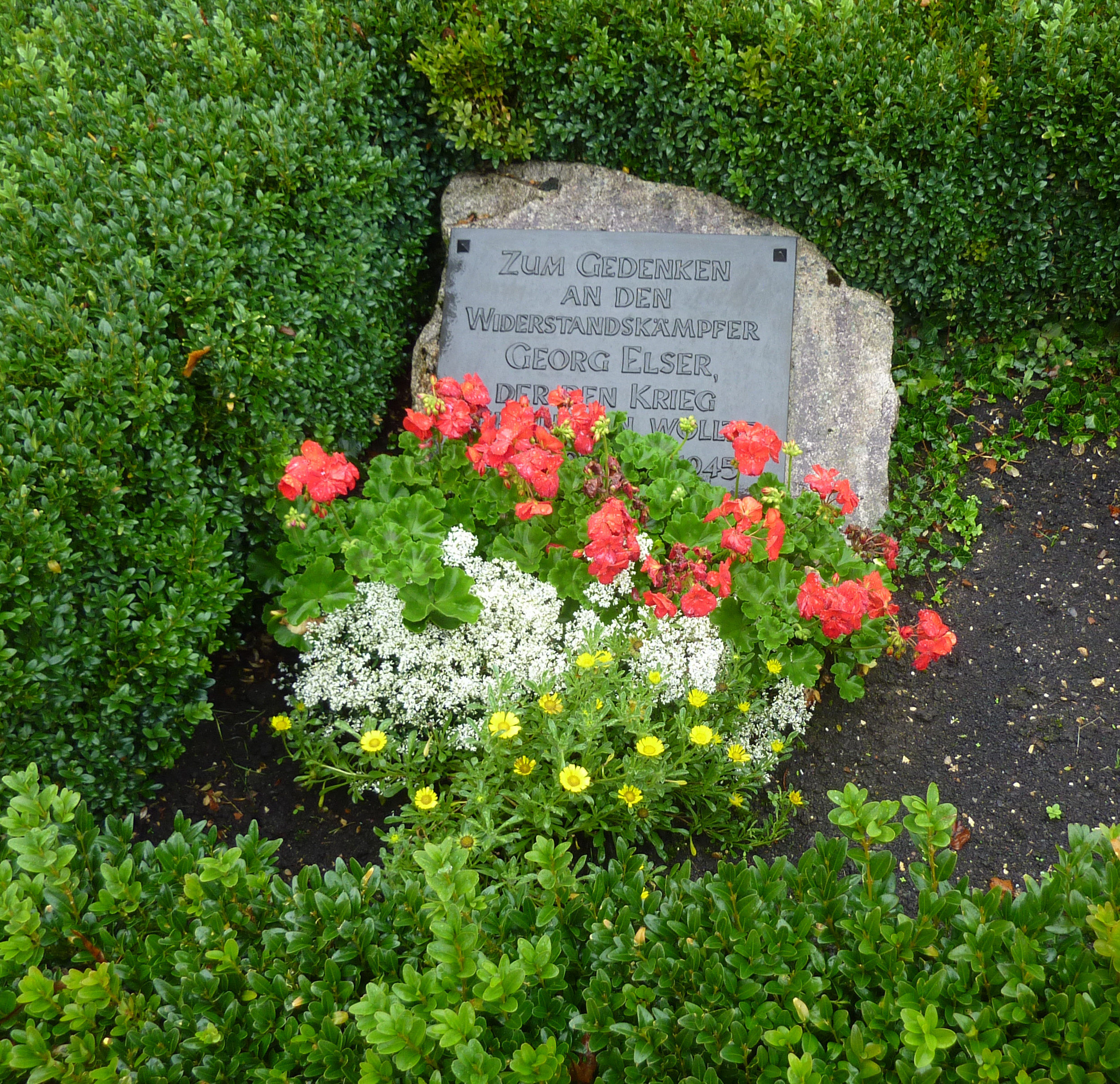
Tomba simbolica di Georg Elser